# Velika nagrada Estonije 1935
Velika nagrada Estonije 1935 je bila neprvenstvena dirka za Veliko nagrado v sezoni 1935. Odvijala se je 15. septembra 1935 na cestnem dirkališču Pirita-Kose pri Talinu.

## Rezultati

### Dirka
| Poz | Dirkač          | Moštvo    | Dirkalnik         | Krogi | Čas/Odstop |
| --- | --------------- | --------- | ----------------- | ----- | ---------- |
| 1   | Karl Ebb        | Privatnik | Mercedes-Benz SSK | 10    | 41:01,8    |
| 2   | Emil Elo        | Privatnik | Bugatti T35       | 10    | + 2:50,2   |
| 3   | Asser Wallenius | Privatnik | Ford spec.        | 10    | + 3:14,2   |
| 4   | Arvo Sorri      | Privatnik | Chrysler          | 10    | + 3:46,4   |
| 5   | Alexi Patama    | Privatnik | Ford              | 10    | + 3:48,8   |
| 6   | E. Johansson    | Privatnik | Studebaker        | 10    | + 5:05,8   |
| ?   | Einar Alm       | Privatnik | Ford spec.        | 10    |            |